# 1604 a tudományban
Az 1604. év a tudományban és a technikában.

## Csillagászat
- Megfigyelték az SN 1604-et (vagy Kepler Szupernovája). 2006-ig ez volt az utolsó megfigyelt szupernova a Tejútrendszerben.

## Felfedezések
- A franciák elkezdték Francia Guyana gyarmatosítását.
- Az oroszok Szibériában megalapították Tomszk városát.

## Fizika
- Johannes Kepler megalkotja a fényhullámokra vonatkozó törvényét.

## Orvostudomány
- Johannes Kepler leírja, hogyan fókuszálja a szem a fényt.